# Doprava v Česku
Dopravní síť v Česku je velmi rozvinutá. Z historických důvodů (merkantilistická politika rakouského a rakousko-uherského mocnářství) se to týká především železnice a silnic 1. a 2. tříd. Dálniční síť vzniká od 60. let 20. století a teprve se dobudovává. Vysokorychlostní železniční tratě jsou rovněž teprve ve výhledu. Veřejná správa v Česku proti tomu klade důraz na městskou a příměstskou hromadnou dopravu. Ta pražská, jež jako jediná v zemi užívá systém metra, je hodnocena jako jedna z nejkvalitnějších na světě.
Ústředním orgánem státní správy dopravy v Česku je Ministerstvo dopravy.

## Silniční síť

Dálnice v Česku

Délka silniční dopravní sítě v roce 2015 činila 55 737,5 km. Z toho 776 km tvořily dálnice a 6 245 km silnice I. třídy (včetně 459,4 km rychlostních komunikací).
Dálniční síť je stále ve výstavbě. Páteřní komunikací bude po svém dokončení dálnice D1, která spojí Prahu, Brno a Ostravu s Polskem (směr Katovice). Již dokončenými komunikacemi jsou dálnice D2, spojující Brno a Bratislavu, dálnice D5 spojující Prahu, Plzeň a Německo (směr Norimberk), dálnice D8 z Prahy přes Ústí nad Labem do Německa (směr Drážďany), dálnice D10 (Praha–Turnov) a dálnice D46 (Vyškov–Olomouc). V různě pokročilém stavu výstavby jsou dále dálnice D0, dálnice D3, dálnice D4, dálnice D6, dálnice D7, dálnice D11, dálnice D35, dálnice D48, dálnice D49, dálnice D52, dálnice D55 a dálnice D56. Maximální povolená rychlost na dálnici činí 130 km/h. Za užívání dálnic platí motoristé dálniční poplatek.
Úmrtnost na českých silnicích byla v přepočtu na obyvatele v roce 2004 přibližně 1,6× vyšší než v Německu, přestože intenzita dopravy je nižší. Počet 1286 usmrcených z roku 2005 se kolísavě snižuje. V roce 2010 zemřelo na silnicích 802 lidí.

## Železnice

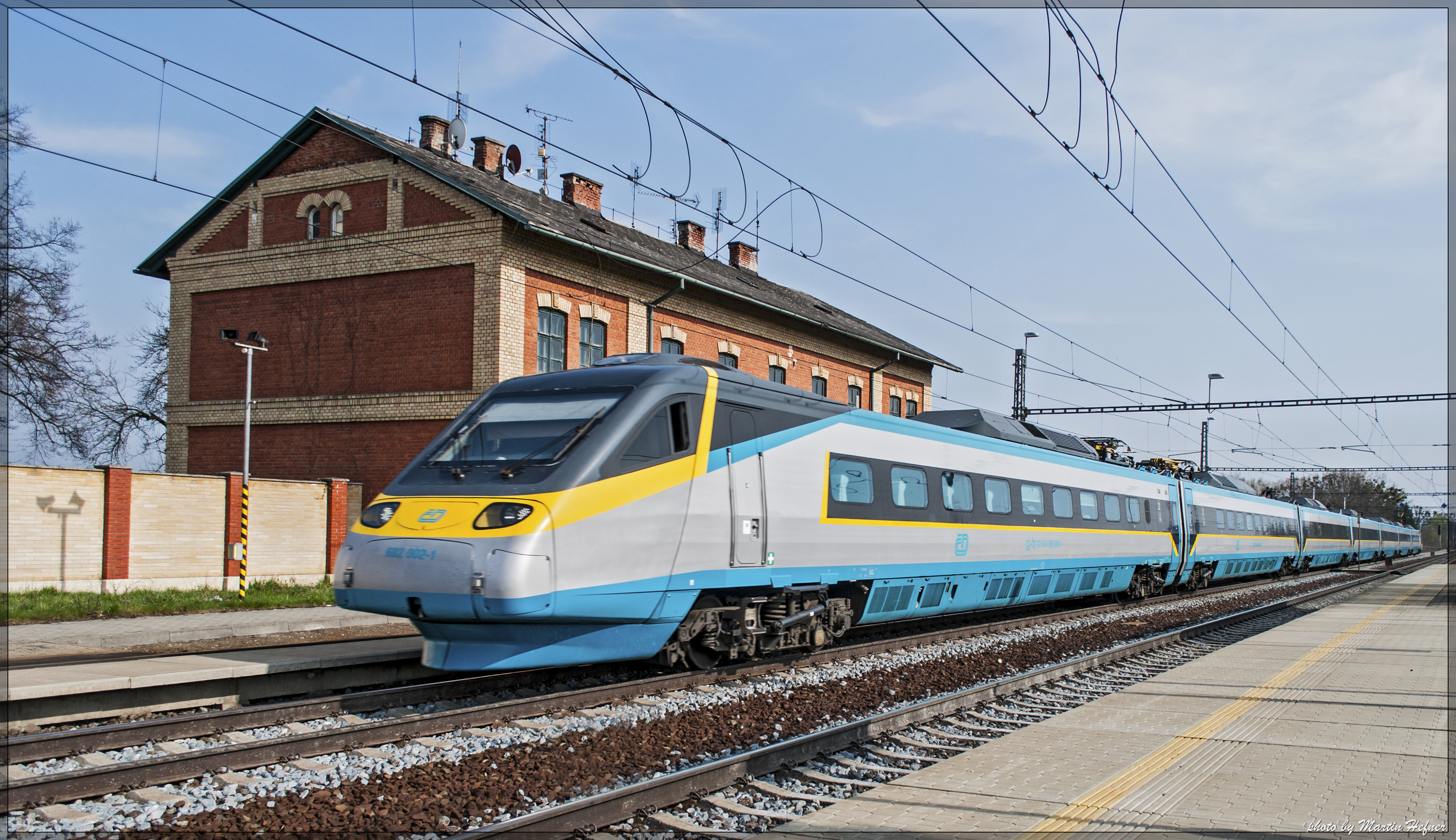
Pendolino (elektrická jednotka řady 680) Českých drah

Česko má se svými 9 568 km jednu z nejhustších železničních sítí v Evropě. Z toho je 3 212 km tratí elektrizováno a 1 906 km je dvou- a vícekolejných. Správcem a provozovatelem naprosté většiny železniční infrastruktury je státní organizace Správa železnic. České dráhy provozují vysokorychlostní vlaky Pendolino, ale jelikož žádné tratě nejsou vysokorychlostní, je jejich rychlost omezena na 160 km/h.
Přepravní výkon necelých 165 milionů cestujících při 6 590 milionech osobokilometrů i 13 770 milionů tunokilometrů v nákladní dopravě znamená za poslední desetiletí značný pokles.
Od roku 1991 je Česko zapojeno do sítě mezinárodních vlaků EuroCity, od roku 2005 zajišťují některá z mezinárodních spojení i vlaky SuperCity, jejichž těžiště je na lince Praha – Ostrava.
Největším nákladním železničním dopravcem jsou České dráhy. Nákladní železniční trh je liberalizován, liberalizace v osobní dopravě probíhá. Většina osobní železniční dopravy je podporována z veřejných rozpočtů prostřednictvím dlouhodobých smluv s dopravci.
Hlavním železničním uzlem je Hlavní nádraží v Praze. Jeho stará budova je památkově chráněnou secesní stavbou z dílny architekta Josefa Fanty. Mezinárodně využívaný je unikátní Železniční zkušební okruh Cerhenice.

## Letectví

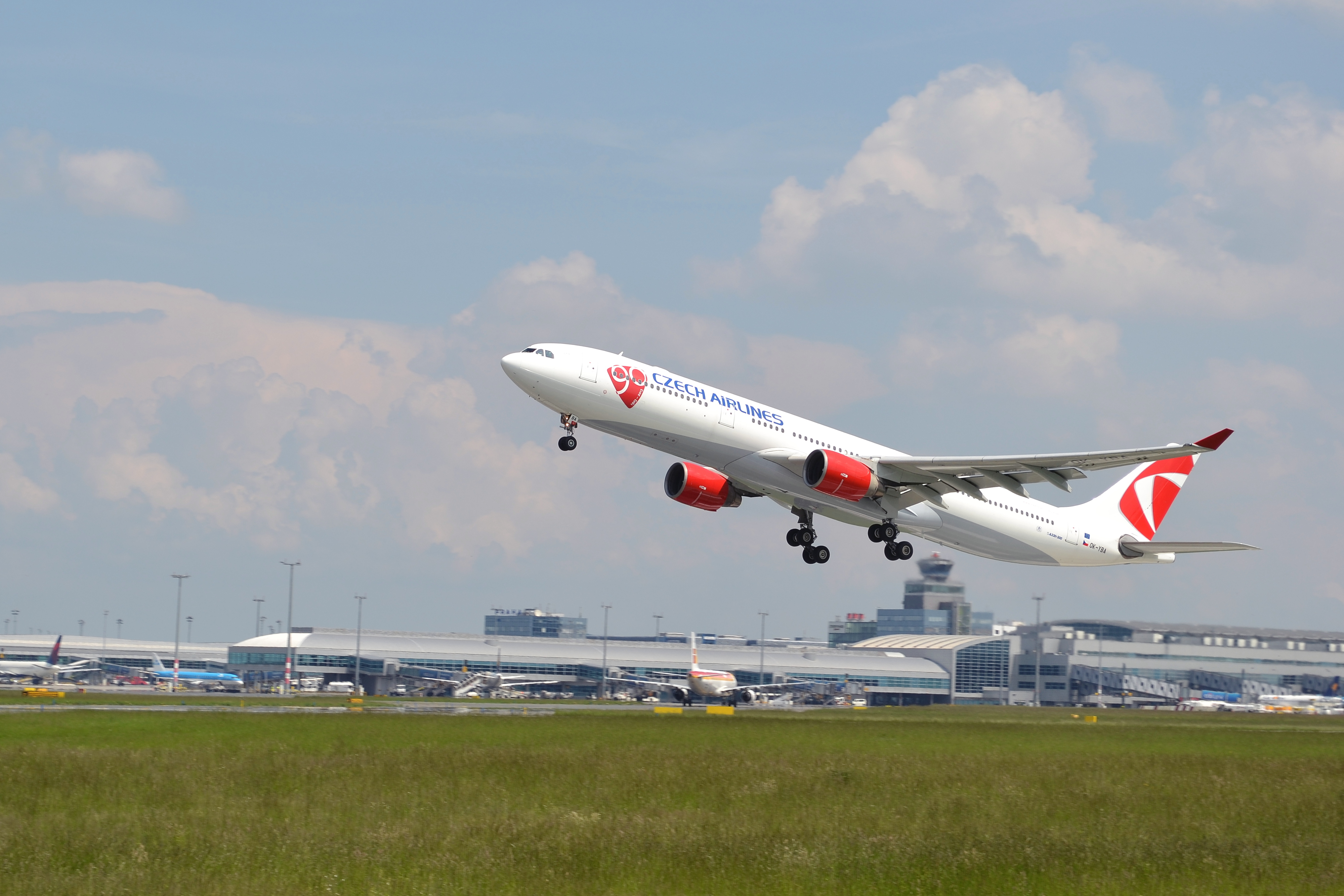
Nyní největší letadlo ČSA, Airbus A330-300, na Letišti Václava Havla

Většina letecké dopravy se v Česku realizuje přes letiště Václava Havla Praha (Praha-Ruzyně), které ročně přepraví kolem 12 milionů pasažérů. Stavba letiště (nynější Terminál 3 jih) byla zahájena v roce 1933 a od 5. dubna 1937 nahradilo kapacitně nevyhovující letiště ve Kbelích. Konstrukce letiště vyprojektovaná architektem Adolfem Benšem byla na Mezinárodní výstavě umění a techniky v Paříži v roce 1937 oceněna zlatou medailí. Roku 1968 byl otevřen nový Terminál 1 (sever) a roku 2006 Terminál 2. V současnosti letiště spojuje Českou republiku se 111 místy po celém světě. V Česku je celkem 46 letišť se zpevněným povrchem, z nichž 6 vypravuje veřejné mezinárodní lety. Kromě pražského letiště Václava Havla to jsou letiště Brno-Tuřany, letiště Karlovy Vary, letiště Kunovice, letiště Leoše Janáčka Ostrava a letiště Pardubice. Hlavním českým leteckým dopravcem jsou České aerolinie.

## Vodní doprava
Vodní doprava v Česku je provozována na řekách Labe a Vltava a dalších uzavřených vodních plochách, pro rekreační účely. Nejvýznamnějším provozovatelem vodní dopravy je Československá plavba labská.
ČR disponuje i vlastním přístavním územím v areálu námořního přístavu v Hamburku v Německu. Přístavy Moldauhafen a Saalehafen byly na základě Versailleské smlouvy pronajaty v roce 1929 na 99 let (do roku 2028) Československu. Téhož roku Československo zakoupilo i přístav Peutehafen. Od roku 1993 je spravuje Česko. Přístavy využívala Československá námořní plavba, dnes Česká námořní plavba.
Velkou tradici (již od Jakuba Krčína) má vodohospodářství, splavňování, budování jezů a přehrad. Největšími přehradami v ČR jsou Orlík, Lipno, Švihov (Želivka), Nechranice, Slapy, Slezská Harta, Vranov, Dalešice, Rozkoš a soustava nádrží Nové Mlýny.

## Městská hromadná doprava

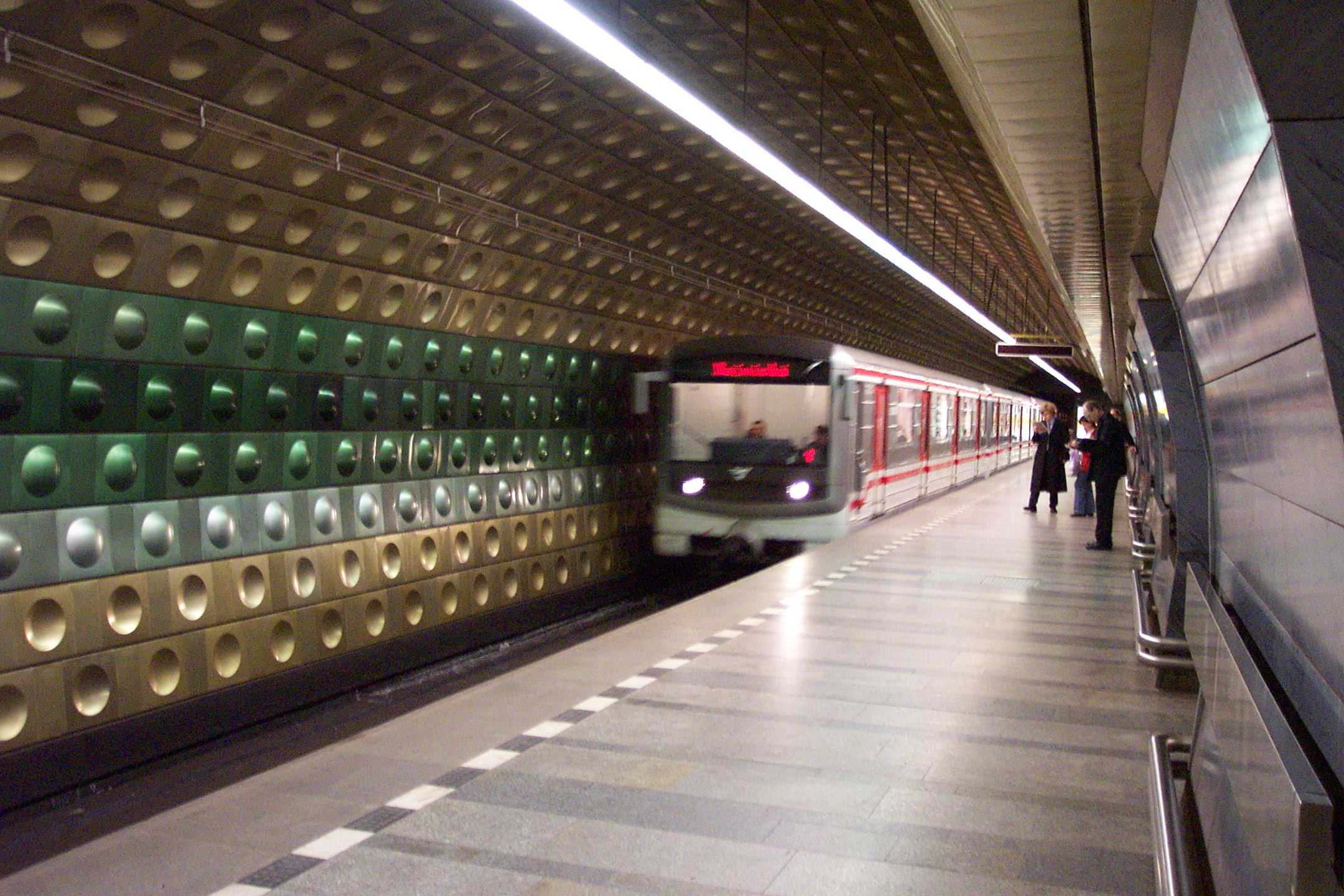
Klasický design trasy A pražského metra, stanice Malostranská

V České republice existuje velká tradice městské hromadné dopravy. Systémy MHD se začaly rozvíjet od 60. let 19. století – koněspřežná tramvaj v Brně byla zavedena již roku 1869, v roce 1875 pak v Praze. První parní tramvaj mělo také Brno, do provozu zde byla uvedena roku 1884. Prvenství při zavádění elektrických tramvají si zajistily Teplice, kde elektřinou poháněná tramvaj vyjela na trať roku 1895. Rok poté se přidala Praha (zde již od roku 1891 fungovala převážně předváděcí Křižíkova elektrická dráha na Letné), roku 1897 Liberec, v roce 1899 Olomouc, Plzeň a Ústí nad Labem, 1900 Brno a Jablonec nad Nisou, 1901 Most a Litvínov a Ostrava, 1902 Mariánské Lázně, 1905 Opava, 1909 České Budějovice a Jihlava, 1911 Těšín a 1916 Bohumín.
Od 70. let 20. století funguje v ČR sedm tramvajových systémů: v Praze, Brně, Ostravě, Plzni, Liberci, Olomouci a společný tramvajový systém Mostu a Litvínova. Ve 20. století je patrný trend úbytku tramvajové dopravy na úkor autobusové. Autobusová městská doprava se od 90. let integruje s příměstskou, větší roli od začátku 21. století také hraje městská a příměstská železnice (např. Esko Praha). Okrajovou roli v systému hromadné dopravy hrají lanové dráhy (Karlovy Vary, Praha) či vodní doprava (pražské přívozy, doprava na Brněnské přehradě).
Jediným městem v ČR, kde byl vybudován systém městské podzemní dráhy, takzvaného metra, je Praha. Provoz pražského metra byl zahájen 9. května 1974. Síť tras k roku 2015 měřila 65,2 km, soupravy zastavovaly v 61 stanicích. Pražské metro přepraví přes 1,6 milionů cestujících denně. Podle hodnocení Mezinárodní automobilové federace z roku 2010 má Praha čtvrtou nejkvalitnější městskou hromadnou dopravu v Evropě (po Mnichovu, Helsinkách a Vídni).

## Cyklistická doprava
V Česku je dopravní cyklistika málo rozvinutým druhem dopravy. Důvodem je také málo rozvinutá cyklistická infrastruktura. Jízdní kolo jako dopravní prostředek při cestě například do práce, školy nebo do obchodu, využívá v Česku přibližně 4–8 % obyvatel (statistiky z let 2013–2019). Ve velkých městech se dopravně nejvíce jezdí v Pardubicích nebo Hradci Králové.